# Église Notre-Dame d'Étaules
L’église Notre-Dame est une église paroissiale située à Étaules, dans le département de la Charente-Maritime et le diocèse de La Rochelle et Saintes.  La paroisse, qui appartient au doyenné de Royan, est comprise dans le secteur pastoral de la presqu'île d'Arvert, centré sur La Tremblade.

## Localisation
L'église Notre-Dame se situe dans le centre-ville d'Étaules en Charente-Maritime, au cœur de la presqu'île d'Arvert.

## Historique
Peu avant l'an mil, l'église primitive s'élevait au-dessus des marais sur un ilot nommé le Paradis. En effet, des marins en perdition au large de la Coubre réussirent à trouver abri au fond du golfe de Barbareu, sur les rives d'une île qu'ils appelleront l'île de Paradis. En remerciement, la chapelle Notre-Dame de Paradis (ou Notre-Dame de l'Isle) y fut édifiée.
Dans l'espoir d'accéder justement au paradis, de nombreux haut personnages vinrent s'y faire enterrer et le prieuré qui dépendait de Cluny devint un lieu de pèlerinage. Des fouilles sur les décombres de l'ancienne église ont prouvé l'existence de ces tombes.
L'église fut endommagée par les Huguenots pendant les guerres de Religion, puis dévastée par un incendie au XVIIIe siècle. En 1722, Jacques Easme de la Croix décide de reconstruire une église au centre d'Étaules, après avoir obtenu la permission et les subventions du roi Louis XV. Des pierres prises dans les ruines de l'ancienne église entreront dans la construction de l'église actuelle, qui fut achevée le 23 novembre 1723.
Le 1er avril 1855, l'église est rebaptisée Notre-Dame-de-la-Nativité. En 1878 l'église fut agrandie, et en 1882 des vitraux sur le thème de la vie de la Vierge furent installés : le chœur et le transept, témoins de cette époque, les ont conservés (5 dans le chœur et 4 dans le transept, œuvres du maître verrier Dagrand). Détérioré par les bombardements de 1945, l’édifice a bénéficié de dommages de guerre pour sa reconstruction et le décor mobilier (dont les vitraux). La nef et la façade d’entrée ont été largement reconstruites dans les années 1950 et 10 vitraux ont été réalisés en 1963 par le peintre verrier toulousain Henri Guérin (8 fenêtres dans la nef et le narthex, 1 dans la sacristie et la rosace de la tribune).

## Description
- Chaire en chêne sculptée.

Statue de Notre-Dame de l'Isle d'Etaules.

- Statue de Notre-Dame de l'Isle d'Etaules.
- Tableau de l'Annonciation (1957-58, Huile sur Toile, Louis Berthommé Saint-André).